# تیت سینیسار
تیت سینیسار (استونیایی: Tiit Sinissaar؛ زادهٔ ۷ دسامبر ۱۹۴۷) سیاستمدار و نماینده سابق مجلس اهل استونی است.